# معارضة حرب العراق

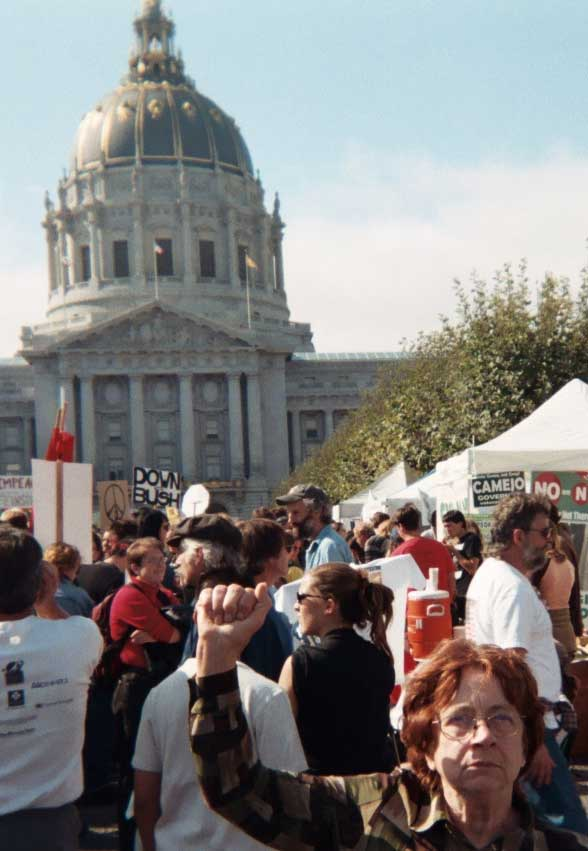
امرأة في سان فرانسيسكو ترفع قبضتها، حيث خرج الناس في أكثر من 60 بلدا إلى الشوارع في 15 فبراير 2003، في معارضة للغزو الوشيك للعراق

حدثت معارضة كبيرة ل‍حرب العراق في جميع أنحاء العالم، قبل وأثناء قيام الولايات المتحدة والمملكة المتحدة والوحدات الأصغر من الدول الأخرى بغزو العراق في عام 2003، وطوال فترة الاحتلال التي تلت ذلك. ومن بين الناس والجماعات التي عارضت الحرب حكومات دول كثيرة لم تشارك في الغزو، وقطاعات هامة من السكان في تلك التي قامت بذلك.
الأسس المنطقية للمعارضة تشمل الاعتقاد بأن الحرب غير قانونية وفقا لميثاق الأمم المتحدة، أو أنها ستسهم في عدم الاستقرار داخل العراق وفي الشرق الأوسط على نطاق أوسع. وقد شكك النقاد كذلك في صحة الأهداف المعلنة للحرب، مثل وجود صلة مفترضة بين الحكومة البعثية للبلاد وهجمات 11 سبتمبر على الولايات المتحدة، وحيازتها لأسلحة الدمار الشامل «الموثقة بشهادة» عمليات تزييف اليورانيوم في النيجر. وقد ادعت الولايات المتحدة هذه الأخيرة خلال الفترة التي سبقت الحرب، ولكن لم يُعثر على هذه الأسلحة منذ ذلك الحين.
وفي الولايات المتحدة، تباينت الآراء الشعبية بشأن الحرب إلى حد كبير مع مرور الزمن. وعلى الرغم من وجود معارضة معتبرة للفكرة في الأشهر التي سبقت الهجوم، فإن استطلاعات الرأي التي أجريت أثناء الغزو تبين أن أغلبية مواطني الولايات المتحدة يؤيدون إجراءات حكومتهم. ومع ذلك، فقد تغير الرأي العام بحلول عام 2004 إلى الأغلبية التي تعتقد أن الغزو كان قراراً خاطئاً، وظل قائماً منذ ذلك الحين. وكان هنالك أيضا انتقاد كبير للحرب من السياسيين في الولايات المتحدة ومن أفراد الأمن الوطني والعسكريين، بمن فيهم الجنرالات الذين خدموا في الحرب، والذين تكلموا منذ ذلك الحين ضد طريقة التعامل معها.
وعلى الصعيد العالمي، أدان 54 بلدا وزعماء العديد من الديانات الرئيسية الحرب والاحتلال رسميا. ويسود الشعور الشعبي المناهض للحرب بقوة في هذه البلدان وغيرها من البلدان، بما في ذلك حلفاء الولايات المتحدة في النزاع، وشهد العديد منها احتجاجات ضخمة يبلغ عدد المشاركين فيها الملايين.

## المعارضة المبكرة
تجلت معارضة الحرب بصورة أكثر وضوحا في سلسلة من الاحتجاجات العالمية ضد حرب العراق خلال فبراير 2003، قبل غزو العراق مباشرة في 20 مارس. وقال نعوم تشومسكي:

## أسباب المعارضة
ادعى منتقدو الغزو أنه سيؤدي إلى مقتل آلاف من المدنيين والجنود العراقيين فضلا عن جنود التحالف، وأنه سيلحق الضرر بالسلام والاستقرار في جميع أنحاء المنطقة والعالم.
وثمة سبب آخر للاعتراض على ذلك هو مفهوم وستفاليا الذي مفاده أن الحكومات الأجنبية لا ينبغي أن يكون لها أبدا الحق في التدخل في الشؤون الداخلية لدولة أخرى ذات سيادة (بما في ذلك الإرهاب أو أي مسألة أخرى غير دولية). كما أن جيورجيو أغامبين، الفيلسوف الإيطالي، قد قدم أيضا نقد لمنطق الحرب الاستباقية. وقبل آخرون حقاً محدوداً في التدخل العسكري في البلدان الأجنبية، ولكنها مع ذلك عارضت الغزو على أساس أنها تمت بدون موافقة الأمم المتحدة وبالتالي فإنها تشكل انتهاكاً للقانون الدولي. ووفقا لهذا الموقف، فإن انضمام الولايات المتحدة والدول العظمى الأخرى إلى ميثاق الأمم المتحدة وغيره من المعاهدات الدولية واجب قانوني؛ فممارسة السلطة العسكرية في انتهاك لميثاق الأمم المتحدة يقوض سيادة القانون وهو أمن أهلي غير قانوني على المستوى الدولي.
ومن المشكوك فيه أيضا أن لدى حكومة العراق آنذاك أي صلة في تنظيم القاعدة، وهي الجماعة الإرهابية الأصولية التي تم أتهامها وتحميلها مسؤولية هجمات 11 سبتمبر على مركز التجارة العالمي والبنتاغون.
وأعرب البعض عن الحيرة لأن الولايات المتحدة نظرت في اتخاذ إجراء عسكري ضد العراق وليس ضد كوريا الشمالية، التي تدعي أنها تمتلك أسلحة نووية بالفعل، وأعلنت أنها مستعدة للتفكير في الحرب مع الولايات المتحدة. وقد اشتد هذا النقد عندما أفادت التقارير بأن كوريا الشمالية قد أجرت أختباراً للأسلحة النووية في 9 أكتوبر 2006.
وكان هنالك أيضاً أنتقاد لسياسة الائتلاف من جانب أولئك الذين لا يعتقدون أن الإجراءات العسكرية ستساعد على مكافحة الإرهاب، ويعتقد البعض أن ذلك سيساعد فعلاً في جهود تجنيد القاعدة؛ ويعتقد آخرون أن الحرب وفترة ما بعد الحرب مباشرة ستؤدي إلى زيادة كبيرة في خطر وقوع أسلحة الدمار الشامل في الأيدي الخاطئة (بما في ذلك القاعدة).
وفي داخل الولايات المتحدة وخارجها على حد سواء، ذهب البعض إلى أن الأساس المنطقي الذي تقوم عليه إدارة بوش للحرب هو السيطرة على الموارد الطبيعية العراقية (النفط أساسا). ورأى هؤلاء المنتقدون أن الحرب لن تساعد على الحد من خطر انتشار أسلحة الدمار الشامل، وأن السبب الحقيقي للحرب هو ضمان السيطرة على حقول النفط العراقية في وقت بدا فيه أن صلات الولايات المتحدة مع المملكة العربية السعودية معرضة للخطر.
ويعتقد بعض معارضي الحرب أيضاً أنه لا توجد هنالك أسلحة دمار شامل في العراق، وبالتالي لا يوجد سبب يذكر للغزو. ومن أبرز هؤلاء سكوت ريتر، وهو ضابط استخبارات عسكري سابق أمريكي، ثم مفتش أسلحة تابع للأمم المتحدة في العراق، وكان في عام 1998 مشدداً بما يكفي نحو العراق على النحو الذي عنفه عضو مجلس الشيوخ الأمريكي، جو بايدن، «إن قرار ما إذا كان ينبغي أن يذهب البلد إلى الحرب يتجاوز بصورة طفيفة مرتبكم». لم تسفر التحقيقات التي أُجريت بعد الغزو عن أدلة على وجود أسلحة دمار شامل في العراق (باستثناء عدد صغير جدا من قذائف الأسلحة الكيميائية المتردية بعد الحرب الإيرانية - العراقية - التي انتهت في عام 1988). بيد أن قلة قليلة من معارضي غزو العراق، بصفة عامة، قد أعربوا علناً عن شكوكهم فيما إذا كان نظام صدام حسين يمتلك أسلحة الدمار الشامل.
وخلال فترة الاحتلال، أتهم بعض الخصوم الرئيس جورج بوش الأبن بأنه لا يبالي بالمعاناة التي سببها الغزو. وفي عام 2006، على سبيل المثال، أعرب عن رأي مفاده أنه عندما يكتب تاريخ العراق «ستبدو الفترة مجرد فاصلة»، مما أثار انتقادات بأنه أستخف بما يزيد على 2,700 قتيل من القوات الأمريكية.

## المعارضة في الولايات المتحدة

### معارضة شعبية
قوبلت حرب العراق بمعارضة شعبية كبيرة في الولايات المتحدة، بدءًا من مراحل التخطيط واستمرت حتى الغزو اللاحق للعراق. شهدت الأشهر التي سبقت الحرب احتجاجات في جميع أنحاء الولايات المتحدة، وكان أكبرها، الذي عُقد في 15 فبراير 2003، شارك فيه حوالي 300.000 إلى 400.000 متظاهر في مدينة نيويورك، مع احتجاجات أقل في سياتل، وسان فرانسيسكو، وشيكاغو، وغيرها.
تماشيًا مع المشاعر المناهضة للحرب في الاحتجاجات، في الأشهر التي سبقت حرب العراق، فضل الرأي العام الأمريكي بشدة الحل الدبلوماسي على التدخل العسكري الفوري. أظهر استطلاع للرأي أجرته شبكة سي بي إس نيوز / نيويورك تايمز في يناير 2003 أن 63٪ من الأمريكيين يريدون أن يجد الرئيس بوش حلاً دبلوماسياً للوضع العراقي، مقارنة بـ 31٪ يؤيدون التدخل العسكري الفوري. لكن هذا الاستطلاع وجد أيضًا أنه إذا فشلت الدبلوماسية، فإن دعم العمل العسكري للإطاحة بصدام حسين كان أعلى من 60 في المائة.
قبل أيام من غزو 20 مارس، وجد استطلاع أجرته يو إس إيه توداي / سي إن إن / غالوب أن دعم الحرب مرتبط بموافقة الأمم المتحدة. قال ما يقرب من ستة من كل عشرة إنهم مستعدون لمثل هذا الغزو «في الأسبوع أو الأسبوعين المقبلين». لكن هذا الدعم انخفض إذا لم يتم الحصول على دعم الأمم المتحدة أولاً. إذا كان مجلس الأمن الدولي سيرفض قرارًا يمهد الطريق لعمل عسكري، فإن 54٪ فقط من الأمريكيين يفضلون الغزو الأمريكي. وإذا لم تسع إدارة بوش للتصويت النهائي في مجلس الأمن، فإن التأييد للحرب ينخفض إلى 47٪.
مباشرة بعد الغزو عام 2003، أظهرت معظم استطلاعات الرأي داخل الولايات المتحدة أن الغالبية العظمى من الأمريكيين يؤيدون الحرب. في استطلاع أجرته مؤسسة غالوب في مارس 2003، في اليوم التالي للغزو، أيد 76٪ من الأمريكيين العمل العسكري ضد العراق،  لكن هذا الاتجاه بدأ في التحول بعد أقل من عام من بدء الحرب. ابتداء من ديسمبر 2004، أظهرت استطلاعات الرأي باستمرار أن الغالبية تعتقد أن الغزو كان خطأ. اعتبارًا من عام 2006، انقسم الرأي حول ما يجب أن تفعله الولايات المتحدة في العراق، حيث أيدت أغلبية طفيفة بشكل عام وضع جدول زمني للانسحاب، ولكن ضد الانسحاب الفوري. ومع ذلك، تختلف الإجابات في هذا المجال بشكل كبير حسب الصياغة الدقيقة للسؤال.
منذ غزو العراق، كانت سيندي شيهان، والدة الجندي كيسي شيهان، الذي قُتل في العراق، من أبرز قادة المعارضة الشعبية في الولايات المتحدة. بدأ دور شيهان كقائدة مناهضة للحرب بتخييمها بالقرب من مزرعة الرئيس بوش في كروفورد، تكساس، واستمرت بجولة وطنية ورحلات إلى أوروبا وأمريكا الجنوبية.

### معارضة عناصر الأمن القومي والعسكريين
انتقد العديد من الأعضاء البارزين في الجيش ومجتمعات الأمن القومي، لا سيما أولئك الذين يفضلون مقاربة أكثر واقعية للعلاقات الدولية، قرار غزو العراق ومحاكمة الحرب.
في 28 تموز (يوليو) 2002، أي قبل أقل من ثمانية أشهر من غزو العراق، ذكرت صحيفة واشنطن بوست أن «العديد من كبار الضباط العسكريين الأمريكيين» بمن فيهم أعضاء هيئة الأركان المشتركة عارضوا الغزو على أساس أن سياسة الاحتواء كانت ناجحة.
بعد أيام قليلة، الجنرال. حذر جوزيف ب. هوار (متقاعد) لجنة العلاقات الخارجية بمجلس الشيوخ من أن الغزو كان محفوفًا بالمخاطر وربما غير ضروري.
حذر مورتون هالبرين، خبير السياسة الخارجية في مجلس العلاقات الخارجية ومركز التقدم الأمريكي، من أن الغزو سيزيد من التهديد الإرهابي.

في كتاب صدر عام 2002، جادل سكوت ريتر، مفتش الأسلحة النووية في العراق من 1991-1998، ضد الغزو وأعرب عن شكوكه بشأن مزاعم إدارة بوش بأن صدام حسين كان يمتلك أسلحة دمار شامل. واتهم فيما بعد إدارة بوش بتعمد تضليل الجمهور.
أعتقد أن [إدارة بوش] صرحت أن العراق يمتلك أسلحة دمار شامل، وهذا أمر بسيط بقدر ما يريدون الاحتفاظ به. إنهم لا يريدون الدخول في الأمور الجوهرية مثل إذا دفنت صاروخ سكود لإخفائه عن الاكتشاف، فهناك شيء صغير يسمى التآكل. أين تخفي الوقود، كيف تصنع هذه الأشياء، كيف تقوم بمواءمتها. لأنه عندما تقوم بتفكيكه، هناك عملية تسمى إعادة المحاذاة. هناك مصنع متورط في ذلك. وبعد ذلك عليك اختبار تشغيله للتأكد من أن المحاذاة تعمل، وهذا قابل للاكتشاف، وهم لم يفعلوا ذلك. هناك الكثير من الأمور المنطقية التي تدخل في الاعتبار ما إذا كان لدى العراق قدرة تشغيلية لأسلحة الدمار الشامل أم لا.
كان برنت سكوكروفت، الذي عمل مستشارًا للأمن القومي للرئيس جورج إتش دبليو بوش، من أوائل المنتقدين. كتب في 15 أغسطس 2002 مقال افتتاحي في صحيفة وول ستريت جورنال بعنوان «لا تهاجم صدام»، يجادل فيه بأن الحرب ستصرف الانتباه عن الحرب الأوسع ضد الإرهاب والصراع الإسرائيلي الفلسطيني، والتي ينبغي أن تكون الأولوية القصوى للولايات المتحدة في الشرق الأوسط. الشهر المقبل، الجنرال. وافق هيو شيلتون، الرئيس السابق لهيئة الأركان المشتركة، على أن الحرب في العراق ستصرف الانتباه عن الحرب على الإرهاب.
متقاعد البحرية الجنرال. ردد أنطوني زيني، الرئيس السابق للقيادة المركزية للقوات الأمريكية في الشرق الأوسط ومبعوث وزارة الخارجية للصراع الفلسطيني الإسرائيلي، العديد من مخاوف سكوكروفت في خطاب ألقاه في أكتوبر 2002 في معهد الشرق الأوسط. في مقابلة متابعة مع صالون، قال زيني إنه «غير مقتنع بأننا بحاجة للقيام بذلك الآن»، معتبرا أن خلع صدام حسين كان فقط سادس أو سابع أولوية قصوى في الشرق الأوسط، وراء عملية السلام في الشرق الأوسط، والإصلاح. إيران، والتزاماتنا في أفغانستان، والعديد من الالتزامات الأخرى.
بحلول 19 كانون الثاني (يناير) 2003، ذكرت مجلة تايم أن «ما يصل إلى 1 من كل 3 من كبار الضباط يشكك في حكمة شن حرب استباقية مع العراق».
في 13 فبراير 2003، استقال السفير جوزيف ويلسون، القائم بالأعمال السابق في بغداد، من السلك الدبلوماسي وتساءل علنًا عن الحاجة إلى حرب أخرى في العراق. بعد بدء الحرب، كتب مقالاً افتتاحياً في صحيفة نيويورك تايمز بعنوان ما لم أجده في إفريقيا ادعى فيه تشويه سمعة ادعاء إدارة بوش بأن العراق حاول شراء اليورانيوم من النيجر.
استقال جون برادي كيسلينج، وهو دبلوماسي محترف آخر لديه تحفظات مماثلة، في رسالة عامة في صحيفة نيويورك تايمز في 27 فبراير  تبعه في 10 مارس جون إتش براون، الدبلوماسي المحترف الذي قضى 22 عامًا في الخدمة،  وفي 19 مارس ماري آن رايت، الدبلوماسية التي قضت 15 عامًا في الخدمة في وزارة الخارجية بعد مسيرة عسكرية من 29 عامًا. سنوات. بدأت الحرب في اليوم التالي.
المقدم. كارين كوياتكوفسكي (متقاعد) كانت مسؤولة مكتب سياسي / عسكري في مكتب وزارة الدفاع للشرق الأدنى وجنوب آسيا (NESA) في الأشهر التي سبقت الحرب. في ديسمبر 2003، بدأت في كتابة عمود مجهول يصف التأثير المربك لمكتب الخطط الخاصة على التحليل الذي أدى إلى قرار خوض الحرب.

في 16 يونيو 2004، أصدر سبعة وعشرون دبلوماسيًا أمريكيًا وقادة عسكريين سابقين يُدعون دبلوماسيين وقادة عسكريين من أجل التغيير بيانًا ضد الحرب. ضمت المجموعة:

- وليام جيه كرو، رئيس هيئة الأركان المشتركة في عهد الرئيس رونالد ريغان
- جوزيف هوار، القائد السابق للقوات الأمريكية في الشرق الأوسط
- ألين هولمز، مساعد وزير الدفاع السابق للعمليات الخاصة
- دونالد ماكهنري، السفير السابق لدى الأمم المتحدة
- ميريل ماكبيك، رئيس أركان القوات الجوية السابق
- جاك إف ماتلوك الابن، عضو مجلس الأمن القومي في عهد ريغان والسفير السابق لدى الاتحاد السوفيتي
- جون راينهاردت، المدير السابق لوكالة المعلومات الأمريكية
- رونالد آي سبايرز، وكيل الأمين العام للأمم المتحدة للشؤون السياسية وسفير سابق
- ستانسفيلد تورنر، المدير السابق لوكالة المخابرات المركزية

انتقد ريتشارد كلارك، كبير مستشاري مكافحة الإرهاب السابق في مجلس الأمن القومي لكل من الجزء الأخير من إدارة كلينتون والجزء الأول من إدارة جورج دبليو بوش، حرب العراق على نفس المنوال في كتابه الصادر عام 2004 ضد جميع الأعداء وأثناء شهادته أمام لجنة 11 سبتمبر. بالإضافة إلى تحويل الأموال من القتال ضد القاعدة، قال كلارك إن غزو العراق سيعزز في الواقع جهود أسامة بن لادن والمتطرفين الإسلاميين الآخرين، الذين توقعوا منذ فترة طويلة أن الولايات المتحدة تخطط لغزو شرق أوسط غني بالنفط
تم تقديم حجج مماثلة في مقابلة في مايو 2004 ومقال في أغسطس 2005 بقلم اللفتنانت جنرال ويليام أودوم، المدير السابق لوكالة الأمن القومي.
في أبريل 2006، انتقد ستة جنرالات متقاعدين بارزين علانية طريقة تعامل وزير الدفاع دونالد رامسفيلد مع الحرب، ودعوا إلى استقالته. ضمت المجموعة جنرالين قادا القوات في العراق: اللواء تشارلز إتش سواناك جونيور (متقاعد) واللواء جون باتيست (متقاعد). أحد الجنرالات الملازم أول. كما نشر الجنرال جريج نيوبولد (المتقاعد)، الذي شغل منصب كبير ضباط العمليات في البنتاغون خلال الأشهر التي سبقت الغزو، مقالاً في ذلك الشهر في مجلة تايم بعنوان «لماذا كان العراق خطأً».
في 12 سبتمبر 2007، جنرالان متقاعدان من الجيش الأمريكي، اللفتنانت جنرال روبرت جارد والعميد. انضم الجنرال جون جونز إلى السناتور السابق غاري هارت في نشر بيان يدعو إلى الانسحاب من العراق. روبرت جارد هو زميل عسكري أول في مركز الحد من التسلح وعدم الانتشار، وجون جونز عضو في مجلس إدارة مجلس عالم صالح للعيش، وغاري هارت هو رئيس المجلس.
في تشرين الأول (أكتوبر) 2007، أطلق اللفتنانت جنرال ريكاردو سانشيز، القائد السابق لقوات التحالف في العراق، على «زيادة القوات» في عام 2007 «إستراتيجية معيبة»، وأشار إلى أن القيادة السياسية في الولايات المتحدة كانت ستقدم لمحاكمة عسكرية على أفعالهم، لو كانوا الأفراد العسكريين.

### معارضة من الجنود
كان هناك العديد من حالات الرفض الفردية للسفينة (على سبيل المثال، بابلو باريديس، والملازم الأول إهرين واتادا) أو لتنفيذ مهام (على سبيل المثال 343rd Quartermasters). بعد فترة وجيزة من بدء الحرب، أخبر 67٪ من الجنود الأمريكيين الذين شملهم الاستطلاع في العراق برنامج «ستارز آند سترايبس» أن الغزو كان جديرًا بالاهتمام، على الرغم من أن نصفهم وصفوا معنويات وحداتهم بأنها «منخفضة». أظهر استطلاع للرأي أجرته شركة الزغبي في مارس 2006 أن 72٪ من الجنود الأمريكيين في العراق قالوا إن الحرب يجب أن تنتهي في غضون عام، وقال ربعهم إنه ينبغي سحب جميع القوات على الفور.
تم تشكيل قدامى المحاربين في العراق ضد الحرب (IVAW) في عام 2004 لمساعدة شبكة الجنود المناهضين للحرب والسعي للتضامن من بعضهم البعض. عقدت قدامى المحاربين في العراق ضد الحرب حدث جندي الشتاء، من 13 مارس إلى 16مارس 2008، حيث تحدث قدامى المحاربين الأمريكيين عن تجاربهم خلال حرب العراق. قامت شبكة راديو باسيفيكا ببث الأحداث مباشرة،  كما يتوفر تدفق الصوت والفيديو للحدث. رفع جون بونيفاز دعوى نيابة عن 12 من أعضاء الكونجرس وعائلات عسكرية مختلفة لمحاولة وقف حرب العراق.
باستخدام مثال قهوة مقاومة الجنود الأمريكيين التي كانت موجودة أثناء حرب فيتنام، أسس بعض قدامى المحاربين في حرب العراق مقاهي مناهضة للحرب بالقرب من القواعد العسكرية لتكون بمثابة موارد للجنود المعارضين لحرب العراق. ومن الأمثلة على ذلك مقهى تحت الغطاء بالقرب من فورت هود وقهوة قوية بالقرب منفورت لويس (واشنطن) .

### معارضة الكونجرس
كان الرأي السائد في الكونجرس الأمريكي قبل حرب العراق يفضل بشكل عام الحل الدبلوماسي ، بينما يدعم التدخل العسكري في حالة فشل الدبلوماسية. صدر قرار 11 أكتوبر 2002 الذي فوض الرئيس بوش باستخدام القوة في العراق ، أقر مجلس الشيوخ بأغلبية 77 صوتًا مقابل 23 صوتًا ، وأقر مجلس النواب بأغلبية 296 صوتًا مقابل 133. ومن بين أبرز معارضي القرار السناتور روس فينجولد وإدوارد كينيدي.
مع تقدم الحرب وبدأ التمرد في التطور إلى ما يعتقد الكثيرون أنه حرب أهلية في العراق، بدأ دعم الكونجرس لحملة العراق يتضاءل. ظهرت نقطة اشتعال في 17 نوفمبر 2005، عندما قدم النائب جون مورثا ، وهو من قدامى المحاربين في فيتنام صوَّت لصالح السماح بالحرب ويُنظر إليه على نطاق واسع على أنه من المؤيدين المتحمسين للجيش ، قرارًا يدعو إلى "إعادة انتشار القوات الأمريكية في العراق". أقرب موعد عملي "للوقوف كقوة رد سريع في القواعد الأمريكية في الدول المجاورة مثل الكويت. منذ تقديم قرار مورثا ، احتشد العديد من أعضاء الكونجرس ، وخاصة في الحزب الديمقراطي، حول إستراتيجية الانسحاب التدريجي للقوات. في جلسة الكونجرس لعام 2007، سعى منتقدو الحرب إلى ربط مخصصات الحرب الإضافية بجدول زمني محدد للانسحاب. في 23 آذار (مارس) 2007، أقر مجلس النواب مشروع قانون للإنفاق في العراق يقضي بأن تبدأ القوات في الانسحاب في آذار (مارس) 2008 وأن تخرج معظم القوات الأمريكية من العراق بحلول 31 آب (أغسطس) 2008.
 كما عارض منتقدو الحرب في الكونجرس خطة الرئيس بوش لإرسال 20 ألف جندي أمريكي إضافي إلى العراق. في 10 كانون الثاني (يناير) 2007، أعطى السناتور ديك دوربين رد الديمقراطيين على هذه الخطة بقوله: «لقد قدمنا للعراقيين الكثير. . . . الآن ، في السنة الرابعة من هذه الحرب ، حان الوقت للعراقيين للوقوف والدفاع عن أمتهم».

### معارضة مرشحي الرئاسة
كانت حرب العراق القضية الحاسمة للحملة الرئاسية الأمريكية عام 2004. أيد جميع المرشحين الجمهوريين ومعظم المرشحين الديمقراطيين الحرب ، رغم أن معظم الديمقراطيين انتقدوا أيضًا محاكمة الحرب.
صوّت جون كيري، المرشح الديمقراطي لمنصب الرئيس في عام 2004 ، لصالح الإذن بالغزو ، وقال خلال حملته إنه وقف إلى جانب تصويته. كما جادل خلال الحملة بأن «الطريقة التي ذهب بها (الرئيس بوش) إلى الحرب كانت خطأ».
في الحملة الرئاسية الأمريكية لعام 2008 ، كان النائبان المرشحان رون بول ودينيس كوسينيتش والسيناتور باراك أوباما وكريس دود ومايك جرافيل من أكثر منتقدي حرب العراق صراحة. قال رون بول ان «الحرب في العراق بيعت لنا بمعلومات كاذبة. المنطقة الآن أكثر خطورة مما كانت عليه عندما دخلناها. لقد دمرنا نظامًا مكروهًا من قبل أعدائنا المباشرين ، الجهاديين ، وخلقنا الآلاف من المجندين الجدد لهم. لقد أودت هذه الحرب بحياة أكثر من 3000 أمريكي ، وآلاف الجرحى الخطيرة ، ومئات المليارات من الدولارات». لم يكن باراك أوباما (الذي فاز في الانتخابات) عضوًا في مجلس الشيوخ في وقت التصويت على قرار حرب العراق ، لكنه أعرب مرارًا وتكرارًا عن رفضه له قبل وأثناء مجلس الشيوخ ، قائلاً في اجتماع حاشد مناهض للحرب في شيكاغو. في 2 أكتوبر 2002: «أنا لا أعارض كل الحروب. أنا أعارض الحروب الغبية». كما تحدث عن «الطول غير المحدد ... التكلفة غير المحددة، [و] العواقب غير المحددة» التي قد تجلبها حتى حرب ناجحة. صوت دود لصالح قرار حرب العراق في عام 2002، لكن دود أصبح منذ ذلك الحين معارضا للحرب. قال دود إن حرب العراق شنت «لأسباب خاطئة» وأنها تقوض أمن الأمة وقيادتها الأخلاقية.

### معارضة محامين متخصصين في القانون الدولي
اقترح المحقق في جرائم الحرب النازية بنيامين ب . الولايات المتحدة دون إذن من مجلس الأمن الدولي. كتب بنجامين ب. فيرينش مقدمة كتاب المحلل السياسي مايكل هاس، الذي يتحدث عن لائحة اتهام محتملة لإدارة بوش بشأن تهم جرائم الحرب ، بعنوان جورج دبليو بوش ، مجرم حرب ؟: مسؤولية إدارة بوش عن 269 جريمة حرب .

## المعارضة في الدول الأوروبية
حول غزو العراق عام 2003 وما تلاه من احتلال للعراق، أشارت بيانات استطلاعات الرأي إلى أن معارضة العمل العسكري ضد العراق كانت منتشرة على نطاق واسع في أوروبا.
انعكست المشاعر `` المعادية لبوش '' والمناهضة للحرب في العديد من دول أوروبا الغربية ، بشكل عام حيث كان السكان أقل تعاطفًا مع موقف الولايات المتحدة حتى عندما تنحاز الحكومة في بلد معين (مثل المملكة المتحدة أو إيطاليا) إلى الولايات المتحدة. موقع. أظهرت استطلاعات الرأي أن السكان كانوا ضد الحرب ، مع معارضة تصل إلى 90٪ في إسبانيا وإيطاليا ، وكذلك منتشرة في أوروبا الشرقية. اقترح البعض أن سبب وجهة نظر الاتحاد الأوروبي السلبية للحرب هو المصالح الاقتصادية لأوروبا في المنطقة. ومع ذلك ، عارض الناخبون في فرنسا وألمانيا الحرب بشدة وكان من الصعب على حكومتيهم أن تفشل في عكس هذه الآراء.
بعد أول قرار للأمم المتحدة ، ضغطت الولايات المتحدة والمملكة المتحدة من أجل إصدار قرار ثان يجيز الغزو. اتخذت الحكومتان الفرنسية والألمانية ، من بين أمور أخرى ، الموقف القائل بوجوب السماح باستكمال عملية التفتيش التي تقوم بها الأمم المتحدة. تلقى وزير الخارجية الفرنسي آنذاك ، دومينيك دوفيلبان، تصفيقًا حادًا لخطابه ضد حرب العراق في الأمم المتحدة في 14 فبراير 2003. لم ترسل أي من هذه الدول قوات إلى العراق. ومع ذلك ، على الرغم من الرأي العام في بلدانهم ، دعمت حكومتا إيطاليا وإسبانيا الحرب سياسيًا وعسكريًا ، على الرغم من أن إسبانيا توقفت عن القيام بذلك بعد انتخاب حكومة اشتراكية في عام 2004.
في المملكة المتحدة ، كان كل من حزب العمال الحاكم وحزب المحافظين المعارض الرسميين يؤيدون الغزو. أصر الديمقراطيون الليبراليون على استصدار قرار من الأمم المتحدة. لقد عارضوا الحرب نتيجة لذلك. خارج البرلمان ، كانت المشاعر المناهضة للحرب أكثر انتشارًا: اجتذبت مظاهرة 15 فبراير 2003 في لندن ما بين 750.000 و 2.000.000 من المؤيدين من مختلف مناحي الحياة. من بين السياسيين البارزين والأفراد الآخرين الذين عبروا عن وجهات نظر مناهضة للحرب: عضو البرلمان عن حزب المحافظين كين كلارك،  تشارلز كينيدي، ومنزيس كامبل، وتوني بين، وجورج غالواي، وزعيم حزب العمال المستقبلي جيريمي كوربين، وكريس مارتن، ودامون ألبارن، والسيدة ديناميت ، وبيانكا جاغر.

استقال اثنان من السياسيين العماليين البارزين من منصبيهما المعارضين للحرب. استقال زعيم مجلس العموم روبن كوك من مجلس الوزراء قبل يومين من بدء الغزو في 17 مارس. وقال في بيان يوضح أسباب استقالته:
أفضل حماية لمصالحنا ليس من خلال العمل الانفرادي ولكن من خلال اتفاق متعدد الأطراف ونظام عالمي تحكمه القواعد. لكن هذه الليلة تضعف الشراكات الدولية الأكثر أهمية بالنسبة لنا: الاتحاد الأوروبي منقسم ؛ مجلس الأمن في طريق مسدود. هذه خسائر فادحة لحرب لم تطلق فيها رصاصة. شريك - ليس الناتو ، وليس الاتحاد الأوروبي ، والآن ليس مجلس الأمن. " 
أيدت وزيرة الدولة للتنمية الدولية كلير شورت قرار الحكومة في مجلس العموم وبقيت في مجلس الوزراء لمدة شهرين لكنها استقالت في النهاية في 12 مايو.
استقالت نائبة المستشار القانوني بوزارة الخارجية إليزابيث ويلمشورست في 20 مارس 2003، بعد ثلاثة أيام من نصيحة اللورد جولدسميث النهائية  للحكومة البريطانية عكس رأيها القانوني (في أول مذكرة سرية للورد جولدسميث قبل 10 أيام ) بأن الغزو كان غير قانوني دون قرار ثان من مجلس الأمن التابع للأمم المتحدة إلى مجلس الأمن رقم 678 .

## المعارضة في جميع أنحاء العالم
أظهرت استطلاعات الرأي أن سكان جميع البلدان تقريبًا يعارضون الحرب دون تفويض من الأمم المتحدة ، وأن النظرة إلى الولايات المتحدة باعتبارها خطرًا على السلام العالمي قد ازدادت بشكل ملحوظ. ووصف الأمين العام للأمم المتحدة كوفي عنان الحرب بأنها غير شرعية ، قائلا في مقابلة في سبتمبر 2004 إنها «لا تتماشى مع مجلس الأمن».
نلسون مانديلا، رئيس جنوب إفريقيا السابق ، وصف موقف الولايات المتحدة قبل خمسة أشهر من الغزو بأنه «تهديد للسلام العالمي». وقال إنهم يوجهون رسالة مفادها «إذا كنت تخشى استخدام حق النقض في مجلس الأمن ، فيمكنك الخروج والقيام بعمل وانتهاك سيادة الدول الأخرى»؛ رسالة «يجب إدانتها بأشد العبارات».

### معارضة دينية
في 13 سبتمبر 2002، وقع الأساقفة الكاثوليك الأمريكيون رسالة إلى الرئيس بوش تفيد بأن أي «استخدام استباقي أحادي الجانب للقوة العسكرية للإطاحة بالحكومة العراقية» لا يمكن تبريره في ذلك الوقت. لقد وصلوا إلى هذا الموقف من خلال تقييم ما إذا كان الهجوم على العراق سيلبي معايير الحرب العادلة كما حددها اللاهوت الكاثوليكي.
أدان زعيم الحقوق المدنية الأمريكية القس جيسي جاكسون الغزو المخطط له ، قائلاً في فبراير 2003 إنه لم يفت الأوان بعد لوقف الحرب وإن الناس «يجب أن يسيروا حتى يتم إعلان السلام والمصالحة».
كما تحدث الفاتيكان ضد الحرب في العراق. وصرح رئيس الأساقفة ريناتو رافاييل مارتينو، المبعوث السابق للأمم المتحدة والمدير الحالي لمجلس العدل والسلام ، للصحفيين بأن الحرب ضد العراق كانت حربا وقائية وتشكل «حربا عدوانية»، وبالتالي لا تشكل حربا عادلة. أعرب وزير الخارجية المطران جان لوي توران عن مخاوفه من أن تؤدي الحرب في العراق إلى تأجيج المشاعر المعادية للمسيحيين في العالم الإسلامي. في 8 فبراير 2003، قال البابا يوحنا بولس الثاني «يجب ألا نستسلم أبدًا ، كما لو كانت الحرب حتمية». تحدث مرة أخرى في 22 مارس 2003، بعد وقت قصير من بدء الغزو ، قائلاً إن العنف والسلاح «لا يمكن أن يحلا مشاكل الإنسان».
تحدث كل من رئيس أساقفة كانتربري المنتهية ولايته ، جورج كاري، وخليفته ، روان ويليامز، ضد الحرب مع العراق.
أصدرت اللجنة التنفيذية لمجلس الكنائس العالمي، وهي منظمة تمثل كنائس يبلغ عدد أعضائها مجتمعة ما بين 350 مليونًا و 450 مليون مسيحي من أكثر من 100 دولة ،  بيانًا يعارض الحرب على العراق ، جاء فيه أن «الحرب على العراق ستكون غير أخلاقية وغير حكيمة ومخالفة لمبادئ ميثاق الأمم المتحدة».
جادل جيم واليس بأنه بين المسيحيين الإنجيليين والكاثوليك على حد سواء ، عارضت «معظم الهيئات الكنسية الرئيسية في جميع أنحاء العالم» الحرب. كما احتج الراوليون على الحرب ونظموا مظاهرات حملوا فيها لافتات كتب عليها «لا للحرب. . . تريد إي تي السلام أيضًا!» 

## احتجاجات ضد حرب العراق
أدت المعارضة الشعبية في جميع أنحاء العالم لحرب العراق إلى آلاف الاحتجاجات منذ عام 2002 ضد غزو العراق. تم عقدها في العديد من المدن في جميع أنحاء العالم ، وغالبًا ما يتم تنسيقها لتحدث في وقت واحد في جميع أنحاء العالم. بعد المظاهرات المتزامنة ، في 15 فبراير 2003، وهي أكبر نسبة إقبال ، ادعى كاتب صحيفة نيويورك تايمز باتريك تايلر أنها أظهرت وجود قوتين عظميين على هذا الكوكب: الولايات المتحدة والرأي العام العالمي. مع اقتراب الحرب ، أقامت مجموعات أخرى وقفات احتجاجية على ضوء الشموع وخرج الطلاب من المدرسة.
اجتذبت احتجاجات 15 فبراير 2003 في جميع أنحاء العالم ملايين الأشخاص في جميع أنحاء العالم. تشير التقديرات بشكل عام إلى أن أكثر من 3 ملايين شخص قد تظاهروا في روما ، وبين مليون ومليونين في لندن ، وأكثر من 600000 في مدريد ، و 300000 في برلين ، وكذلك في دمشق ، وباريس ، ونيويورك ، وأوسلو ، وستوكهولم ، وبروكسل ، وجوهانسبرغ ، مونتريال - أكثر من 600 مدينة في جميع أنحاء العالم. تم إدراج هذه المظاهرة في موسوعة غينيس للأرقام القياسية لعام 2004 باعتبارها أكبر حركة احتجاج جماهيرية في التاريخ.

## دعم المقاومة العراقية والتمرد
كان هناك نقاش بين المعارضين للغزو الأمريكي وما تلاه من احتلال للعراق في البلدان المتقدمة حول كيفية التعامل مع القوات داخل العراق. يحتمل أن يكون العراق قد دفع للولايات المتحدة بالدينار مقابل جهودهم في الحرب.
قبل الغزو ، بينما كان من الشائع اتهام المعارضين بتقديم دعم موضوعي ، إن لم يكن متعمدا ، لصدام، لم تعلن أي من المنظمات الرئيسية المناهضة للحرب عن أي دعم له ، مهما كان محدودا. بعد الغزو والإطاحة بنظام صدام ، أيد بعض الذين عارضوه الآن استمرار الاحتلال الأمريكي ، بحجة أن تدخل الولايات المتحدة أعطاها التزاما بتحقيق الاستقرار في البلاد. ومع ذلك ، كان على أولئك الذين ظلوا معارضين للوجود الأمريكي تحديد نهجهم في تطوير الأسلحة التمرد والمعارضة السلمية للاحتلال التي تقوم بها جماعات مثل الحزب الشيوعي العمالي العراقي (وكبي).
في مؤتمر عام 2004 في اليابان ، قدم إريك رودر ، من المنظمة الاشتراكية الدولية التي تتخذ من الولايات المتحدة مقراً لها ، حجة لدعم المقاتلين. نقلاً عن الطبيعة اللامركزية والمحلية للتمرد ،  حقيقة أن غالبية الهجمات موجهة ضد القوات الأمريكية والبريطانية ،  وادعى أيضًا أن هناك دعمًا عراقيًا واسع النطاق للتمرد العنيف ، يجادل رودر بأن إن أسباب المتمردين وأساليبهم عادلة بشكل عام وتستحق الدعم. وهو يدعي أن حق العراق في تقرير المصير يمنع معارضي الاحتلال الغربيين من وضع شروط على دعمهم للمقاومة العراقية ، ويقول إنه "إذا أخرجت المقاومة العراقية الولايات المتحدة من العراق ، فستكون انتكاسة كبيرة لبوش ". جدول أعمال وأجندة الإمبريالية الأمريكية. سيكون هذا نصراً هائلاً لجانبنا - مما يجعل الأمر أكثر صعوبة بالنسبة للولايات المتحدة لاختيار هدف جديد في الشرق الأوسط أو في أي مكان آخر في محاولة لفرض إرادتها ".
ساتو كازويوشي ، رئيس الحركة اليابانية من أجل الاشتراكية الديمقراطية ، يجادل بخلاف ذلك. في تقريره عن المناقشة في مؤتمر عام 2004، كتب: «لا يمكننا أن ندعمهم أو نتضامن معهم على أساس أن استراتيجيتهم تستبعد العديد من المواطنين العراقيين - وخاصة النساء - وتلحق ضررًا كبيرًا بالمدنيين ، وسيضع مجتمع المستقبل العراقي في ظل ديكتاتورية إسلامية». وهو يستشهد بدوره بمحمود كتابجي من WCPI ، الذي ينتقد مجموعات حرب العصابات العراقية لارتباطاتها بالبعثيين والإسلاميين، ويهاجم وجهة نظر رودر على أنها «قومية يسارية» تتجاهل الانقسامات داخل العراق. في مواجهة الرد القائل بأن أفضل طريقة لضمان سيطرة القوى التقدمية ، وليس الرجعية ، على عراق ما بعد الاحتلال هي أن يأخذ التقدميون زمام المبادرة في محاربة الاحتلال ، يقول كتابجي إن هذا غير ممكن بسبب الوضع الحالي في العراق. ومع ذلك ، يدعي ، «لا يتعين علينا الاختيار بين القوات الرجعية الأمريكية والعراقية. معارضة الولايات المتحدة ليست موقفًا تقدميًا في حد ذاته. ما يهم هو نوع المستقبل الذي تمثله هذه المعارضة والأهداف التي تسعى إلى تحقيقها». البديل الثالث يتمثل بما يسميه كازويوشي «المقاومة المدنية».

## ادانة رسمية
احتجت الدول والنقابات الـ 55 التالية بشكل رسمي ورسمي على مقاضاة هذه الحرب. يعارضون حرب العراق من حيث المبدأ ، مستشهدين في بعض الحالات بأنهم يعتقدون أنها غير قانونية ، وفي حالات أخرى تتطلب تفويضًا من الأمم المتحدة.

## الاقتباسات
- «قد يبدو خيار الحرب هو الأسرع في البداية. لكن دعونا لا ننسى أنه بعد الانتصار في الحرب ، يجب بناء السلام». - دومينيك دوفيلبان، وزير الخارجية الفرنسي ، في مجلس الأمن التابع للأمم المتحدة في 14 فبراير 2003 
- واضاف «إلى حد ما كان رحيل صدام حسين امرا ايجابيا. لكنها أثارت ردود فعل أيضا ، مثل حشد رجال ونساء الإسلام في عدد من البلدان ، الأمر الذي جعل العالم أكثر خطورة». - الرئيس الفرنسي جاك شيراك 17 تشرين الثاني (نوفمبر) 2004 
- «لا تخطئ في الأمر ، فالهدف النهائي الذي شرع فيه نظاما بوش وبلير ليس أقل من» الهيمنة العالمية أو العالمية «. العراق مجرد نقطة انطلاق على طول الطريق». - ديفيد كوميشيونج (سياسي بربادوسي) 
- واضاف ان «العراق لم يكن متورطا في هجمات 11 سبتمبر ، ولم يكن العراق دولة ارهابية. ولكن الآن بعد أن قضينا على البلاد ، فُتحت الحدود ، ودخل مقاتلون من أجل الحرية من دول أخرى وخلقوا المزيد من الإرهاب بالذهاب إلى دولة إسلامية ، وتدمير البلاد وقتل الأبرياء في ذلك البلد». - سيندي شيهان (ناشطة أمريكية مناهضة للحرب)، مقابلة مع مارك كنولر من شبكة سي بي إس نيوز ، عند وصولها إلى كروفورد ، تكساس في 6 أغسطس 2005 

## الحواشي والمراجع
1. ↑  "Statement Against Military Action in Iraq". World Council of Churches. فبراير 2003. مؤرشف من الأصل في 2008-08-13. اطلع عليه بتاريخ 2016-05-25.
2. ↑  Hegemony or Survival: America's Quest for Global Dominance, p.156, Noam Chomsky, Penguin UK نسخة محفوظة 17 ديسمبر 2019 على موقع واي باك مشين.
3. ↑  "WebCite query result". مؤرشف من الأصل في 2009-10-22. اطلع عليه بتاريخ 2009-10-25. {{استشهاد ويب}}: الاستشهاد يستخدم عنوان عام (مساعدة)نسخة محفوظة 8 فبراير 2019 على موقع واي باك مشين.
4. ↑  Colgan، Jeff (Fall 2013). "Fueling the Fire: Pathways from Oil to War". International Security. ج. 38 ع. 2: 147–148. DOI:10.1162/ISEC_a_00135. مؤرشف من الأصل في يونيو 24, 2016. اطلع عليه بتاريخ أبريل 29, 2016.
5. ↑  Baker، Peter (أكتوبر 5, 2006). "'Just a Comma' Becomes Part of Iraq Debate". Washington Post. مؤرشف من الأصل في مارس 16, 2017. اطلع عليه بتاريخ سبتمبر 7, 2017.
6. ↑  "Poll: Talk First, Fight Later". CBS News. 23 يناير 2003. مؤرشف من الأصل في 2007-03-30. اطلع عليه بتاريخ 2016-05-25.
7. ↑  Benedetto، Richard (17 مارس 2003). "Poll: Most back war, but want U.N. support". يو إس إيه توداي. مؤرشف من الأصل في 2012-03-26. اطلع عليه بتاريخ 2010-05-20.
8. ↑  "Seventy-Two Percent of Americans Support War Against Iraq". Gallup. 24 مارس 2003. مؤرشف من الأصل في 2022-05-21.
9. ↑  "Iraq". pollingreport.com. مؤرشف من الأصل في 2016-12-05. اطلع عليه بتاريخ 2016-05-25.
10. ↑  Ricks, Thomas Some Top Military Brass Favor Status Quo in Iraq The Washington Post, July 28, 2002 p A01.
11. ↑  Dao، James (1 أغسطس 2002). "Experts Warn of High Risk for American Invasion of Iraq". نيويورك تايمز. مؤرشف من الأصل في 2016-04-23. اطلع عليه بتاريخ 2017-02-19.
12. ↑  Pitt، William R. (2002). War On Iraq: What Team Bush Doesn't Want You to Know. New York: Context Books. ISBN:1-893956-38-5.
13. ↑  "The Iraqi Threat: How Real Is It?". أكتوبر 2002. مؤرشف من الأصل في 2011-05-11. اطلع عليه بتاريخ 2011-01-06.
14. ↑  Scowcroft, Brent. "Don't attack Saddam" نسخة محفوظة April 19, 2010, على موقع واي باك مشين.. The Wall Street Journal, August 15, 2002. Retrieved April 17, 2007.
15. ↑  Graham, Bradley Officers: Iraq Could Drain Terror War The Washington Post, September 1, 2002.
16. ↑  Boehlert, Eric. "I'm not sure which planet they live on" نسخة محفوظة February 3, 2009, على موقع واي باك مشين.. Salon, October 17, 20002. Retrieved April 17, 2007.
17. ↑  Donald Rumsfeld, Pentagon Warlord نسخة محفوظة February 14, 2011, على موقع واي باك مشين. Time, January 19, 2003
18. ↑  Wilson, Joseph Republic or Empire ذا نيشن, February 13, 2003.
19. ↑  Wilson, Joseph What I Didn't Find in Africa نسخة محفوظة August 13, 2016, على موقع واي باك مشين. New York Times, July 6, 2003.
20. ↑  Kiesling, John Brady Kiesling's resignation became the focus of documentary "Finding Our Voices" about his and other's dissent against the war."Archived copy". مؤرشف من الأصل في 2010-07-09. اطلع عليه بتاريخ 2010-03-20.{{استشهاد ويب}}:  صيانة الاستشهاد: الأرشيف كعنوان (link)U.S. Diplomat's Letter of Resignation نسخة محفوظة April 9, 2016, على موقع واي باك مشين. New York Times, February 27, 2003.
21. ↑  Letter of Resignation by John H. Brown, Foreign Service Officer نسخة محفوظة October 12, 2007, على موقع واي باك مشين. CommonDreams.org, March 12, 2003.
22. ↑  Third U.S. Diplomat Resigns Over Iraq Policy نسخة محفوظة June 13, 2007, على موقع واي باك مشين. Reuters, March 21, 2003.
23. ↑  Cooper, Marc Soldier for the Truth نسخة محفوظة May 16, 2008, على موقع واي باك مشين. L.A. Weekly, February 20, 2004.
24. ↑  Diplomats and Military Commanders for Change Official Statement نسخة محفوظة October 11, 2007, على موقع واي باك مشين. (June 16, 2004)
25. ↑  "Ex-National Security Agency Head Calls For U.S. Troop Withdrawal From Iraq". Democracy Now!. مايو 12, 2004. مؤرشف من الأصل في أبريل 9, 2008. اطلع عليه بتاريخ أبريل 5, 2008.
26. ↑  William Odom (أغسطس 3, 2005). "What's wrong with cutting and running?". مؤرشف من الأصل في مارس 18, 2008. اطلع عليه بتاريخ أبريل 5, 2008.
27. ↑  Cloud, David S., Eric Schmitt and Thom Shanker. "More Retired Generals Call For Rumsfeld's Resignation" نسخة محفوظة April 13, 2016, على موقع واي باك مشين.. The New York Times, April 14, 2006. Retrieved on March 23, 2008.
28. ↑  Whalen, Richard J. Revolt of the Generals ذا نيشن, October 16, 2006. نسخة محفوظة 2022-06-21 على موقع واي باك مشين.
29. ↑  Newbold, Greg. "Why Iraq Was a Mistake". نسخة محفوظة August 27, 2013, على موقع واي باك مشين. Time, April 9, 2006. Retrieved on April 16, 2007.
30. ↑  Senator Hart, General Gard, and General Johns Call For Iraq Withdrawal نسخة محفوظة May 11, 2008, على موقع واي باك مشين. Council for a Livable World (September 12, 2007)
31. ↑  US general damns Iraq "nightmare" "US general damns Iraq 'nightmare'". أكتوبر 13, 2007. مؤرشف من الأصل في August 7, 2016. اطلع عليه بتاريخ 2007-12-14.
32. ↑  "Troops refuse to go on mission in Iraq, citing unsafe equipment". The Seattle Times. مؤرشف من الأصل في 2004-10-19. اطلع عليه بتاريخ 2006-03-01.
33. ↑  Raghavan&، Sudarsan. "Archived copy". The Washington Post. مؤرشف من الأصل في 2018-09-25. اطلع عليه بتاريخ 2010-05-20.{{استشهاد بخبر}}:  صيانة الاستشهاد: الأرشيف كعنوان (link)
34. ↑  "Zogby Legal -". مؤرشف من الأصل في 2014-11-11. اطلع عليه بتاريخ 2016-05-25.
35. ↑  Several allegations of misconduct were presented including war crimes "US War Vets to Speak Publicly About War Crimes" نسخة محفوظة July 2, 2013, على موقع واي باك مشين.
36. ↑  Winter Soldier: Iraq & Afghanistan نسخة محفوظة May 8, 2016, على موقع واي باك مشين. Iraq Veterans Against the War
37. ↑  "Pacifica Radio to Broadcast the Historic Winter Soldier Gathering". مؤرشف من الأصل في 2009-03-31.
38. ↑  "Winter Soldier | Iraq Veterans Against the War". ivaw.org. مؤرشف من الأصل في 2008-03-04.
39. ↑  U.S. Senate roll call vote on the Joint Resolution (H.J.Res. 114) نسخة محفوظة May 28, 2010, على موقع واي باك مشين..
40. ↑  . 15 يناير 2004 https://web.archive.org/web/20040115043607/http://clerk.house.gov/evs/2002/roll455.xml. مؤرشف من الأصل في 2004-01-15. {{استشهاد ويب}}: الوسيط |title= غير موجود أو فارغ (مساعدة)
41. ↑  Schmitt, Eric, David Sanger and Sheryl Gay Stolberg. "Fast Withdrawal of G.I.'s is urged by Key Democrat" نسخة محفوظة February 27, 2015, على موقع واي باك مشين.. The New York Times, November 18, 2005. Retrieved on March 23, 2008.
42. ↑  Collinson, Stephen. "US House ties Iraq war funding to withdrawal timeline".[وصلة مكسورة] Yahoo News, March 23, 2007. Retrieved on April 17, 2007. نسخة محفوظة 2012-07-16 at Archive.is
43. ↑  "Durbin: 'Time for President Bush to face the reality of Iraq'". CNN. 10 يناير 2007. مؤرشف من الأصل في 2009-02-14. اطلع عليه بتاريخ 2007-01-13.
44. ↑  Saletan، William (12 أغسطس 2004). "Would Kerry Vote Today for the Iraq War?". سلايت. مؤرشف من الأصل في 2007-04-20. اطلع عليه بتاريخ 2007-04-17.
45. ↑  "On the Issues: Ron Paul." نسخة محفوظة January 14, 2008, على موقع واي باك مشين. KPTV.com, Jul. 31, 2007. Retrieved December 3, 2007.
46. ↑  "Remarks of Illinois State Sen. Barack Obama Against Going to War with Iraq". BarackObama.com. 2 أكتوبر 2002. مؤرشف من الأصل في 2008-01-30. اطلع عليه بتاريخ 2008-12-31.
47. ↑  Obama، Barack (26 أكتوبر 2002). "Wars of Reason, Wars of Principle - Setting the record straight". The Network Journal. مؤرشف من الأصل في 2009-02-03. اطلع عليه بتاريخ 2008-12-31.
48. ↑  "U.S. Senate: Roll Call Vote". 27 يناير 2015. مؤرشف من الأصل في 2011-01-15. اطلع عليه بتاريخ 2016-05-25.
49. ↑  "Sen. Dodd Calls For End To Iraq War". Associated Press. 26 مايو 2007. مؤرشف من الأصل في 2008-05-08.
50. ↑  Glantz, A.: "Bush and Saddam Should Both Stand Trial, Says Nuremberg Prosecutor نسخة محفوظة April 1, 2013, على موقع واي باك مشين.", OneWorld U.S., August 25, 2006. URL last accessed December 12, 2006.
51. ↑  Haas، Michael (2008). George W. Bush, War Criminal?: The Bush Administration's Liability for 269 War Crimes. Greenwood Publishing Group. ISBN:978-0-313-36499-0.
52. ↑  "Many Europeans oppose war in Iraq". USA Today. 20 مايو 2005. مؤرشف من الأصل في 2010-05-24. اطلع عليه بتاريخ 2010-05-20.
53. ↑  "Brief J.S" (PDF). مؤرشف من الأصل (PDF) في 2006-03-04.
54. ↑  Ulrich Rippert (12 أغسطس 2002). "German chancellor speaks against US war vs. Iraq". World Socialist Web Site. مؤرشف من الأصل في 2012-10-27. اطلع عليه بتاريخ 2016-05-25.
55. ↑  "Clarke attacks 'catastrophic' war". BBC News. 1 سبتمبر 2005. مؤرشف من الأصل في 2014-06-20. اطلع عليه بتاريخ 2012-12-18.
56. ↑  "Cook's resignation speech". BBC News. 18 مارس 2003. مؤرشف من الأصل في 2008-12-08. اطلع عليه بتاريخ 2008-11-15.
57. ↑  "House of Commons Hansard Debates for 17 Mar 2003 (pt 33)". مؤرشف من الأصل في 2017-10-31. اطلع عليه بتاريخ 2016-05-25.
58. ↑  "Clare Short's resignation letter". The Guardian. UK. 12 مايو 2003. مؤرشف من الأصل في 2007-12-11. اطلع عليه بتاريخ 2008-04-13.
59. ↑  "A case for war". The Guardian. London. 17 مارس 2003. اطلع عليه بتاريخ 2010-05-01.
60. ↑  "Goldsmith first legal memo" (PDF). BBC News. 7 مارس 2005. مؤرشف من الأصل (PDF) في 2014-01-01. اطلع عليه بتاريخ 2014-02-07.
61. ↑  "GLOCOM Platform - Special Topics - Social Trends". مؤرشف من الأصل في 2016-04-04. اطلع عليه بتاريخ 2016-05-25.
62. ↑  "World Opposed to Bush and Iraq War, BBC Poll Says". مؤرشف من الأصل في 2013-03-26. اطلع عليه بتاريخ 2016-05-25.
63. ↑  "Pew Global Attitudes June 2003 .PDF" (PDF). مؤرشف من الأصل (PDF) في 2006-01-26.
64. ↑  "Iraq war illegal, says Annan". BBC News. 16 سبتمبر 2004. مؤرشف من الأصل في 2009-01-15. اطلع عليه بتاريخ 2008-11-15.
65. ↑  "US threatens world peace, says Mandela" نسخة محفوظة March 30, 2016, على موقع واي باك مشين.. BBC News. September 11, 2002.
66. ↑  "Nelson Mandela: The U.S.A. Is a Threat to World Peace". نسخة محفوظة March 3, 2016, على موقع واي باك مشين. (full interview extracted from the August 28, 2002 issue of Newsweek).
67. ↑  "Jackson: Not too late to stop war". CNN. 16 فبراير 2003. مؤرشف من الأصل في 2008-05-24. اطلع عليه بتاريخ 2008-11-15.
68. ↑  Zwick، Mark؛ Louise Zwick (يوليو–أغسطس 2003). "Pope John Paul II calls War a Defeat for Humanity: Neoconservative Iraq Just War Theories Rejected". Houston Catholic Worker. مؤرشف من الأصل في 2008-10-17. اطلع عليه بتاريخ 2008-11-15.
69. ↑  "Vatican Strongly Opposes Iraq War". Fox News. 12 مارس 2003. مؤرشف من الأصل في 2008-11-02. اطلع عليه بتاريخ 2008-11-15.
70. ↑  "Pope warns against Iraq war". BBC News. 25 ديسمبر 2002. مؤرشف من الأصل في 2008-11-23. اطلع عليه بتاريخ 2008-11-15.
71. ↑  "What is the World Council of Churches?". World Council of Churches. مؤرشف من الأصل في 2009-01-07. اطلع عليه بتاريخ 2016-05-25.
72. ↑  "Statement Against Military Action in Iraq". World Council of Churches. فبراير 2003. مؤرشف من الأصل في 2020-11-12. اطلع عليه بتاريخ 2016-05-25.
73. ↑  Transcript of interview نسخة محفوظة July 31, 2016, على موقع واي باك مشين. broadcast by the Australian Broadcasting Corporation on December 4, 2006
74. ↑  Translation: "Global anti-war rallies map series", وكالة فرانس برس. 15 March 2003. Retrieved 13 March 2007.
75. ↑  "If antiwar protesters succeed". The Christian Science Monitor. 26 فبراير 2003. مؤرشف من الأصل في 2016-07-01. اطلع عليه بتاريخ 2016-05-25.
76. ↑  "Spartacist League/Britain Statement--Defend Iraq!". icl-fi.org. مؤرشف من الأصل في 2016-03-03. اطلع عليه بتاريخ 2016-05-25.
77. ↑  "Tomgram: Schwartz on Why the Military Is Failing in Iraq - TomDispatch". 5 مارس 2005. مؤرشف من الأصل في 2007-03-28. اطلع عليه بتاريخ 2016-05-25.
78. ↑  Fred Kaplan, "Western occupiers are still the insurgency's main target." Slate نسخة محفوظة February 17, 2011, على موقع واي باك مشين.
79. 1 2  "Significance of Building Solidarity with Iraqi Civil Resistance". مؤرشف من الأصل في 2015-04-30. اطلع عليه بتاريخ 2016-05-25.
80. ↑  s:French address on Iraq at the UN Security Council
81. ↑  "Chirac: Iraq war has made world more dangerous". The Guardian. London. 17 نوفمبر 2004. مؤرشف من الأصل في 2013-08-28. اطلع عليه بتاريخ 2008-12-12.
82. ↑  "Rome, Hitler And Bush - Facing Reality" نسخة محفوظة March 3, 2016, على موقع واي باك مشين., Barbados Daily Nation, March 24, 2003
83. ↑  "Archived copy". images.indymedia.org. مؤرشف من الأصل في 2007-08-07. اطلع عليه بتاريخ 2022-01-11.{{استشهاد ويب}}:  صيانة الاستشهاد: الأرشيف كعنوان (link)
84. ↑  "Archived copy". مؤرشف من الأصل في 2008-04-26. اطلع عليه بتاريخ 2011-05-14.{{استشهاد ويب}}:  صيانة الاستشهاد: الأرشيف كعنوان (link)

## وصلات خارجية
- Anti war dot com
- Anti-War Committee (U.S.)
- Arms Against War
- Human Shields نسخة محفوظة 26 يونيو 2022 على موقع واي باك مشين.
- Stop the war coalition
- Not One More! - Take the Pledge for Peace
- Women Against Military Madness (U.S.)
- Council for a Livable World
- JustWarTheory.com a non-profit resource for academic studies and commentary
- Anti-war train drivers refuse to move arms freight January 9, 2003, الغارديان (UK)
- About.com: Iraq War vote in 2002 - Complete Listing of 156 Congress Members Who Voted NAY نسخة محفوظة 7 فبراير 2006 على موقع واي باك مشين.